# Фатьма-султан (дочь Баязида II)
Фатьма́-султа́н (тур. Fatma Sultan; умерла в Бурсе после 1515 года) — дочь османского султана Баязида II от Нигяр-хатун.

## Имя
Турецкий историк Недждет Сакаоглу называл эту дочь султана Баязида II Фатыма́-хату́н (тур. Fatıma Hatun), однако отмечал, что она была известна как Софу́ (тур. Sofu) и Софие́ (тур. Sofiye). Турецкий историк Чагатай Улучай называл её Фатьма-султан (тур. Fatma Sultan), отмечая те же прозвища, что и Сакаоглу. И Сакаоглу, и Улучай писали, что в документах 1509 года подтверждается лакаб Софу: «Султан Фатыма-хатун, также известная как Софи-султан». Османист Энтони Олдерсон называл её Фатьма Софу (тур. Fatma Sofu), при этом, ссылаясь на Халкокондила, писал, что Софу — это другая дочь Баязида, которая была замужем за Мехмедом Хызыром-агой, погибшим во время осады Белграда в 1521 году.

## Биография
Фатьма-хатун была дочерью османского султана Баязида II, матерью её была Нигяр-хатун, что подтверждается документами вакфа, учреждённого для тюрбе Эшрефоглу. Сакаоглу и Улучай считали полнородным братом Фатьмы шехзаде Коркута. В то же время Олдерсон писал, что Коркут не был сыном Нигяр, а имени матери Фатьмы он и вовсе не указывает. Всего же у Фатьмы-хатун было больше 20 единокровных братьев и сестёр.
Турецкий историк Йылмаз Озтуна писал, что в первый раз Фатьма вышла замуж в 1482 году за Мирзу Мехмеда-пашу, сына Кызыл Ахмед-бея. Олдерсон писал, что в 1489 году Фатьма-хатун вышла замуж за Мустафу-пашу (умер в 1524), сына великого визиря Давута-паши. Однако Улучай писал, что за сыном Давута-паши была замужем другая Фатьма — дочь шехзаде Ахмеда, а дочь султана Баязида была женой Гюзельдже Хасан-бея.  В браке с Гюзельдже Хасаном Фатьма родила двоих детей: дочь, имя которой неизвестно, однако она была замужем за Ахмед-беем, сыном Али-паши и внуком Месиха-паши, и сын Мехмед-челеби, который был женат на дочери шехзаде Алемшаха.
Фатьма жертвовала всё своё имущество на благотворительность и организовала вакфы в 1501 и 1509 годах.
После казни брата шехзаде Коркута в 1513 году Фатьма погрузилась в траур. Она умерла в Бурсе; Улучай писал, что дата её смерти неизвестна, однако, по данным Сакаоглу, случилось это после 1515 года. Фатьма была похоронена в тюрбе единокровного брата шехзаде Ахмета в Бурсе.